# Spoorlijn Dortmund Süd - Dortmund-Bodelschwing
De spoorlijn Spoorlijn Dortmund Süd - Dortmund-Bodelschwing was een Duitse spoorlijn en was als spoorlijn 2136 onder beheer van DB Netze.

## Geschiedenis
Het traject werd door de Königlich-Westfälischen Eisenbahn-Gesellschaft (Wfe) geopend op 1 september 1878 als onderdeel van de doorgaande verbinding tussen Welver en Sterkrade. In 1952 is het gedeelte tussen Dortmund Süd en Huckarde Süd gesloten en opgebroken. Op 1 december 1969 is het gedeelte tussen Huckarde Süd en Bodelschwingh  gesloten, dat sinds 1991 opnieuw in gebruik is genomen voor de spoorlijn Dortmund-Mengede - Dortmund-Dorstfeld.

## Aansluitingen
In de volgende plaatsen is of was er een aansluiting op de volgende spoorlijnen:
Dortmund Süd
DB 2110, spoorlijn tussen Dortmund Süd en Dortmund Ost
DB 2112, spoorlijn tussen Welver en Dortmund Süd
DB 2126, spoorlijn tussen Dortmund-Dorstfeld en Dortmund Süd
DB 2423, spoorlijn tussen Düsseldorf-Derendorf en Dortmund Süd
Huckarde Süd
DB 2122, spoorlijn tussen Dortmund-Dorstfeld en Dortmund-Huckarde Süd
DB 2130, spoorlijn tussen aansluiting Flm en Dortmund Güterbahnhof
aansluiting Buschstraße
DB 2123, spoorlijn tussen aansluiting Buschstraße en aansluiting Deusen
DB 2137, spoorlijn tussen Dortmund-Rahm en aansluiting Buschstraße
Dortmund-Bodelschwingh
DB 16, spoorlijn tussen Dortmund-Bodelschwingh en Gelsenkirchen-Bismarck
DB 2135, spoorlijn tussen Dortmund-Bodelschwingh en Dortmund-Mengede